# Carciliini
Carciliini – plemię chrząszczy z rodziny ryjkowcowatych i podrodziny Mesoptiliinae. 

## Systematyka
Do Carciliini zaliczane są 2 rodzaje:
- Carcilia
- Laemosaccodes